# 9141 Капур
9141 Капур (9141 Kapur) — астероїд головного поясу, відкритий 16 жовтня 1977 року.
Тіссеранів параметр щодо Юпітера — 3,133.